# 3M9ME

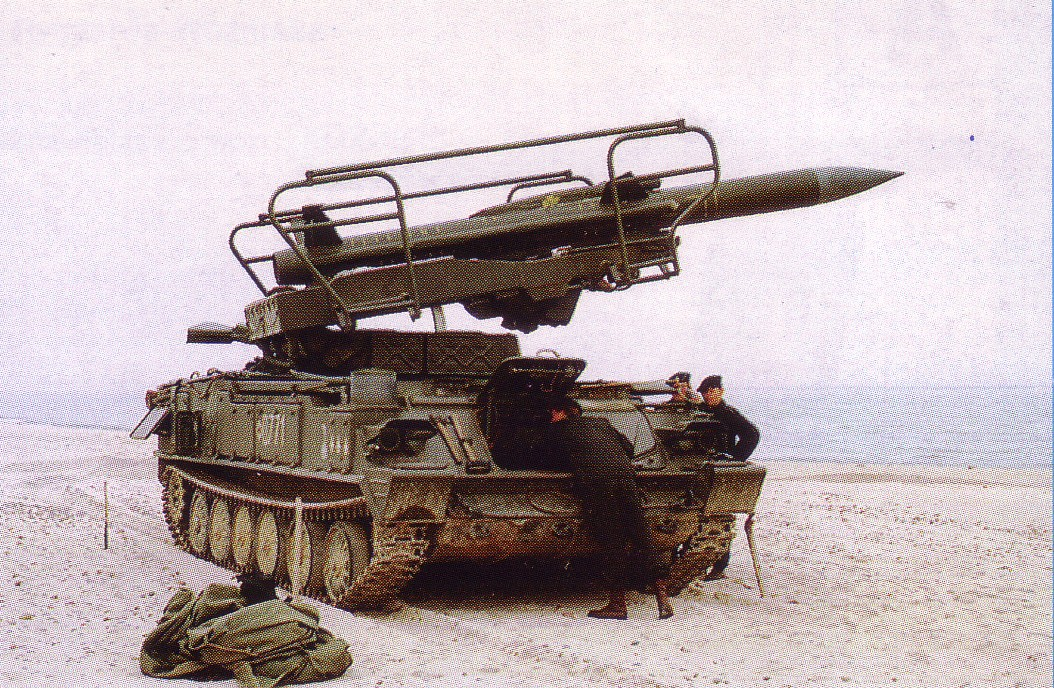
Wyrzutnia rakiet systemu Kub z załadowanymi rakietami 3M9ME.

3M9ME – rakietowy pocisk przeciwlotniczy o napędzie dwustopniowym na paliwo stałe, opracowany w ZSRR na początku lat 60., przeznaczony do zwalczania samolotów, śmigłowców, rakiet skrzydlatych i innych celów powietrznych lecących na małych, średnich i dużych wysokościach z prędkościami poddźwiękowymi lub naddźwiękowymi na wysokości od 50 do 7000 m i odległości od 3,5 do 17,5 km. Podstawową różnicą pomiędzy rakietami 3M9ME a 3M9M3E oprócz parametrów jest kolor przedniej części 3M9ME – Szary, 3M9M3E – Biały

## Elementy pocisku
- Radiolokacyjna głowica samonaprowadzająca
- Silnik startowy (używany w początkowej fazie wystrzelenia pocisku)
- Silnik marszowy (główny)

## Parametry
- Długość: 5850 mm
- Rozpiętość skrzydeł: 932 mm
- Rozpiętość stateczników: 1214 mm
- Średnica z uwzględnieniem chwytaków powietrza: 561 mm
- Średnica kadłuba: 330 mm
- Średnica kadłuba w miejscu silnika startowego: 336 mm
- Masa startowa: 604 kg
- Zasięg 17,5 km
- Pułap: 7 km
- Bliższa strefa ognia: 3,5 km
- Dalsza strefa ognia: 17,5 km
- Dolna strefa ognia: 50 m
- Górna strefa ognia: 7 km
- Prędkość lotu: 580–730 m/s